# 岡田明久
岡田 明久（おかだ あきひさ、1994年9月28日 - ）は、茨城県水戸市出身の元プロサッカー選手。ポジションは、ゴールキーパー。

## 経歴

### プロ入り前
中学校年代は鹿島アントラーズノルテジュニアユース、高校年代では鹿島アントラーズユースと、鹿島アントラーズのアカデミーで6年間プレーした。鹿島アントラーズユースでは、2年生の時に高円宮杯U-18サッカーリーグ2011 プリンスリーグ関東の優勝とプレミアリーグ参入戦勝ち上がりによるリーグ昇格を体験し、翌年のプレミアリーグイーストではリーグ残留に貢献した。

### プロ入り後
2013年に水戸ホーリーホックへ入団した。
2016年は、当初は水戸ホーリーホックに登録されていた が、2月に鈴鹿アンリミテッドFCへ期限付き移籍した。日本フットボールリーグ（JFL）昇格をかけた全国地域サッカーチャンピオンズリーグ2016の試合に出場するも、昇格は果たせなかった。
2017年は、水戸ホーリーホックに復帰した が、5月7日に鈴鹿アンリミテッドFCへ育成型期限付き移籍した。
2018年、鈴鹿アンリミテッドFCへ完全移籍。この年に現役を引退。
引退後はホリプロに入社し、パンツェッタ・ジローラモや槙野智章のマネージャーを務める。

## 所属クラブ
プロ入り前
- 五軒サッカースポーツ少年団
- 鹿島アントラーズノルテジュニアユース（水戸市立第二中学校）
- 鹿島アントラーズユース（鹿島学園高等学校）

プロ経歴
- 2013年 - 2017年  水戸ホーリーホック
  - 2015年  Jリーグ・アンダー22選抜
  - 2016年  鈴鹿アンリミテッドFC (期限付き移籍)
  - 2017年5月 - 同年12月  鈴鹿アンリミテッドFC (期限付き移籍)
- 2018年  鈴鹿アンリミテッドFC

## 個人成績
| 国内大会個人成績 | 国内大会個人成績 | 国内大会個人成績 | 国内大会個人成績 | 国内大会個人成績 | 国内大会個人成績 | 国内大会個人成績 | 国内大会個人成績 | 国内大会個人成績 | 国内大会個人成績 | 国内大会個人成績 | 国内大会個人成績 |
| 年度             | クラブ           | 背番号           | リーグ           | リーグ戦         | リーグ戦         | リーグ杯         | リーグ杯         | オープン杯       | オープン杯       | 期間通算         | 期間通算         |
| 年度             | クラブ           | 背番号           | リーグ           | 出場             | 得点             | 出場             | 得点             | 出場             | 得点             | 出場             | 得点             |
| 日本             | 日本             | 日本             | 日本             | リーグ戦         | リーグ戦         | リーグ杯         | リーグ杯         | 天皇杯           | 天皇杯           | 期間通算         | 期間通算         |
| ---------------- | ---------------- | ---------------- | ---------------- | ---------------- | ---------------- | ---------------- | ---------------- | ---------------- | ---------------- | ---------------- | ---------------- |
| 2013             | 水戸             | 23               | J2               | 0                | 0                | -                | -                | 0                | 0                | 0                | 0                |
| 2014             | 水戸             | 23               | J2               | 0                | 0                | -                | -                | 0                | 0                | 0                | 0                |
| 2015             | 水戸             | 23               | J2               | 0                | 0                | -                | -                | 1                | 0                | 1                | 0                |
| 2016             | 水戸             | 23               | J2               | 0                | 0                | -                | -                | 0                | 0                | 0                | 0                |
| 2016             | 鈴鹿             | 31               | 東海1部          | 9                | 0                | -                | -                | 2                | 0                | 11               | 0                |
| 2017             | 水戸             | 23               | J2               | 0                | 0                | -                | -                | 0                | 0                | 0                | 0                |
| 2017             | 鈴鹿             | 39               | 東海1部          | 0                | 0                | -                | -                | 0                | 0                | 0                | 0                |
| 2018             | 鈴鹿             | 23               | 東海1部          | 3                | 0                | -                | -                | 1                | 0                | 4                | 0                |
| 通算             | 日本             | 日本             | J2               | 0                | 0                | -                | -                | 1                | 0                | 1                | 0                |
| 通算             | 日本             | 日本             | 東海1部          | 12               | 0                | -                | -                | 3                | 0                | 15               | 0                |
| 総通算           | 総通算           | 総通算           | 総通算           | 12               | 0                | -                | -                | 4                | 0                | 16               | 0                |